# Eupithecia lucidior
Eupithecia lucidior är en fjärilsart som beskrevs av W. Warren 1907. Eupithecia lucidior ingår i släktet Eupithecia och familjen mätare. Inga underarter finns listade i Catalogue of Life.